# Бурибай
Буриба́й (баш. Бүребай) — село (до 2004 — посёлок городского типа) в Хайбуллинском районе Башкортостана, административный центр Бурибаевского сельсовета. Расположено в 509 км к юго-востоку от Уфы и в 15 км к северу от районного центра Акъяра, на Зауральской равнине. Вблизи протекает река Таналык.

## Географическое положение
Расстояние до:
- районного центра (Акъяр): 12 км,
- ближайшей ж/д станции (Сара): 66 км.

## История
Было основано как деревня выходцами из деревни Сабырово. Названа из-за местности, богатой волками (баш. «буре» — волк, «бай» — богатый). По другой версии, название восходит от личного имени Бүребай.

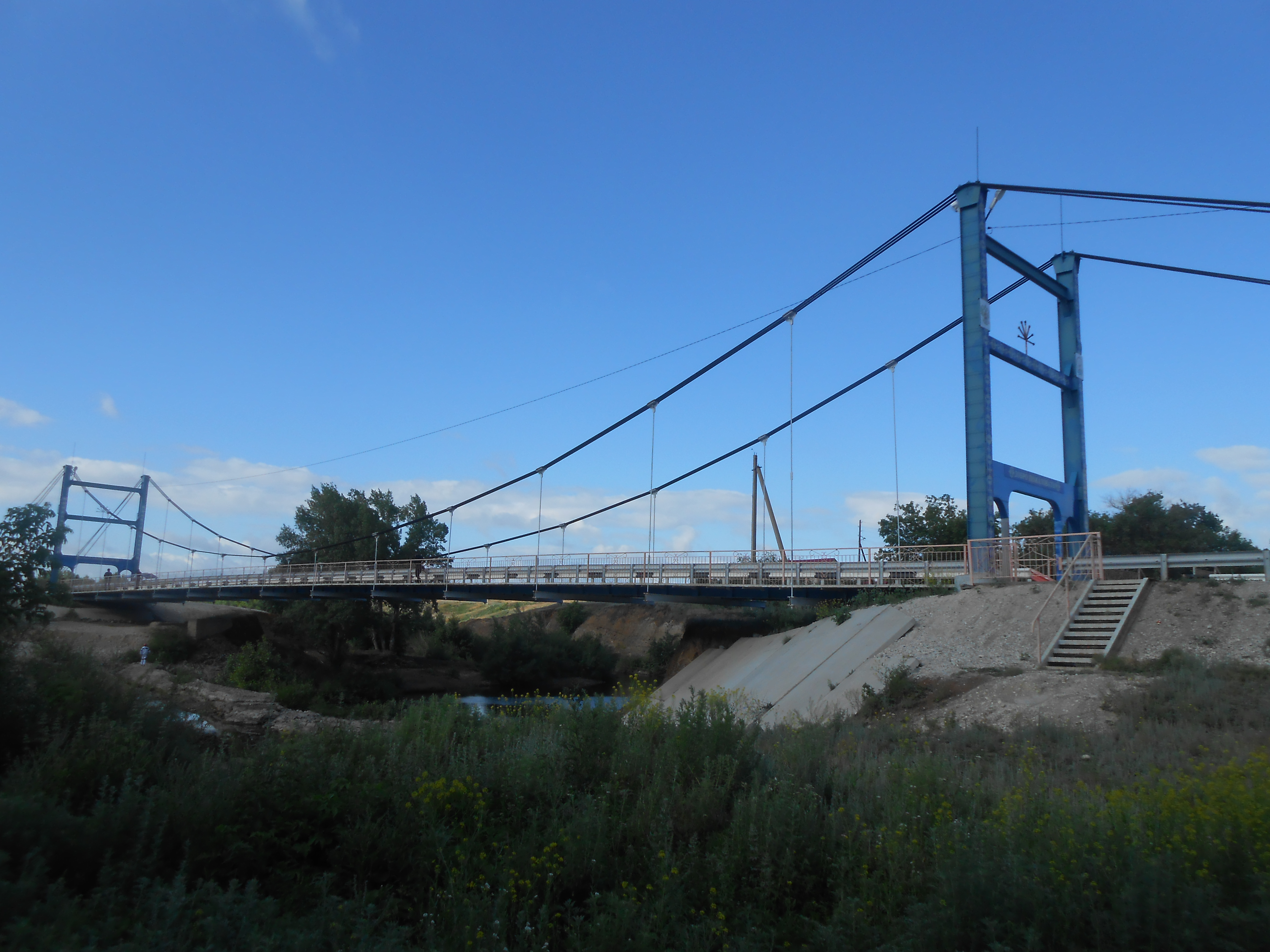
Мост через р. Таналык

Указом Президиума Верховного Совета РСФСР от 4 декабря 1938 года «Об отнесении селения Бурибай Хайбуллинского района Башкирской АССР к категории рабочих поселков»

Отнести селение Бурибай Хайбуллинского района Башкирской АССР к категории рабочих поселков, сохранив за ним прежнее наименование.

Включить в черту рабочего поселка Бурибай селения Юша, Пятилетка, Сибаево, Рудник и центральную усадьбу Акъярского зерносовхоза.

## Население
| 1939  | 1959  | 1970  | 1979  | 1989  | 2002  | 2010  |
| ----- | ----- | ----- | ----- | ----- | ----- | ----- |
| 3910  | ↗4667 | ↗5309 | ↘4488 | ↘4295 | ↗4452 | ↗4553 |
| 2012  | 2013  | 2014  | 2015  | 2016  | 2017  | 2021  |
| ↘4511 | ↗4538 | ↗4544 | ↘4484 | ↘4456 | ↘4380 | ↘4342 |

Согласно переписи 2020 года, преобладающая национальность — башкиры (65,4 %), русские (32,1 %).

## Предприятия
- АО «Бурибаевский ГОК»
- Бурибаевская СЭС — одна из крупнейших в России солнечных электростанций на 20 МВт[12].

## Транспорт
Ведется строительство железнодорожной ветки «Сибай-Подольск-Новорудная».

## Религия
В селе есть мечеть и православная церковь иконы Божией Матери «Всецарица».

## Известные уроженцы
- Ильясов, Барый Галеевич (13 июня 1939) — инженер-электромеханик, член-корреспондент АН РБ (2006), доктор технических наук (1983), профессор (1985), заслуженный деятель науки и техники РФ (1994) и РБ (1990), почетный работник высшего профессионального образования РФ (2007), изобретатель СССР (1985), заслуженный изобретатель БАССР (1980).